# Sinabung
Sinabung (indonez. Gunung Sinabung) – czynny wulkan w północnej części Sumatry w Indonezji o wysokości 2460 m n.p.m.; zaliczany do stratowulkanów.
Jest najwyższym szczytem prowincji Sumatra Północna. Położony jest ok. 40 km na północny zachód od kaldery jeziora Toba, powstałej w wyniku wybuchu superwulkanu. Wulkan Sinabung wyrzuca lawy andezytowe i dacytowe. Posiada cztery kratery, z których tylko jeden jest czynny. Popularny jest wśród zaawansowanych amatorów wspinaczki.

## Historia
Wulkan Sinabung powstał w plejstocenie i był czynny również w holocenie.
Do 2010 roku wulkan uważany był za wygasły, nie były bowiem znane żadne potwierdzone relacje historyczne dotyczące jego erupcji. W 1912 roku wydobywały się z niego nieznaczne ilości gazów siarkowych. W roku 2010 światowe media podawały nieprawdziwą informację, że poprzednia erupcja miała miejsce w 1600 roku, co wynikło z błędnego zrozumienia informacji uzyskanych od indonezyjskich wulkanologów. W 2012 roku metodą datowania radiowęglowego ustalono czas ostatniej erupcji (przed tą z roku 2010) na 740–880 n.e.

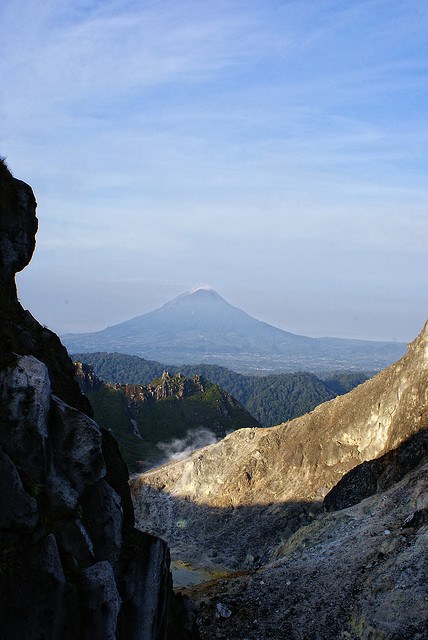
Sinabung 20 marca 2010

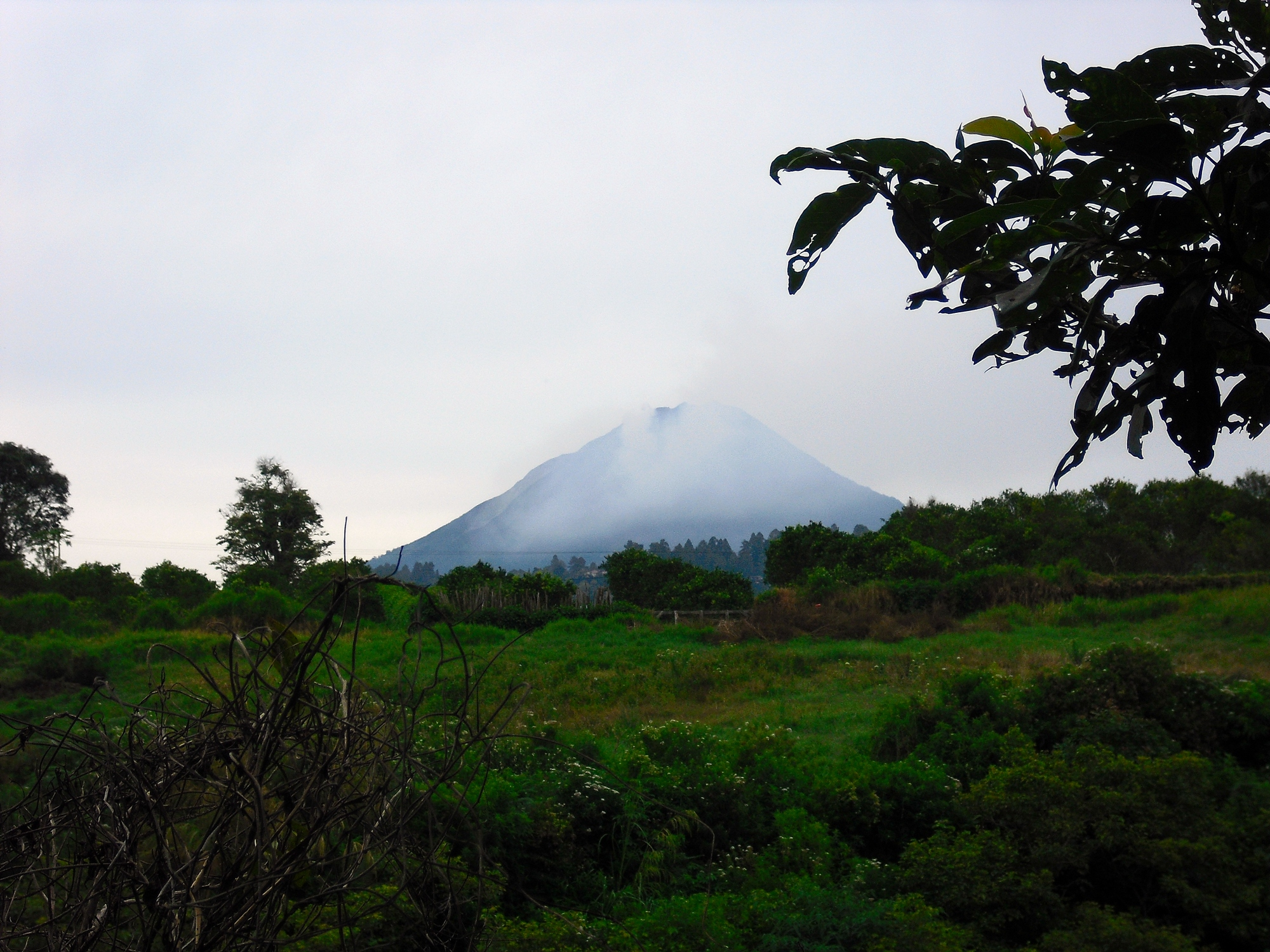
Sinabung 10 września 2010

29 sierpnia 2010 roku, jak podała agencja BBC, ewakuowano ponad 19 tys. osób na skutek przebudzenia się wulkanu. Wulkan wyrzucał w powietrze dym i popioły na wysokość 1,5 tys. metrów i toczyła się z niego lawa. Do kolejnych dwóch wybuchów doszło 30 sierpnia i 3 września; według obserwacji każda kolejna eksplozja była silniejsza, w tym trzecia trzykrotnie potężniejsza od drugiej. Kolejna, jeszcze silniejsza erupcja miała miejsce 7 września. Pyły wulkaniczne były wyrzucane 3 września na wysokość 3 km, a 7 września na wysokość 5 km. Deszcz zanieczyszczony pyłem spowodował osadzenie się kilkucentymetrowej warstwy popiołu na budynkach i drzewach. Spowodował m.in. przerwania linii energetycznych.
15 września 2013 nastąpiła kolejna erupcja wulkanu. Ewakuowano ok. 3700 osób z rejonu rozległego na 2–3 km wokół wulkanu.
5 listopada 2013 doszło do kolejnej erupcji. Słup dymu i popiołu osiągnął wysokość 7 km. Ewakuowano 1293 osób z czterech wiosek wokół wulkanu. Ten okres aktywności wulkanu trwał aż do czerwca 2018 roku. Największa eksplozja miała miejsce 19 lutego 2018, słup dymu i popiołu osiągnął wysokość 16,8 km, nie stwierdzono ofiar śmiertelnych. Kolejna erupcja miała miejsce w sierpniu 2020 roku. 